# El Masnou (Vilanova de Sau)
El Masnou és un monument del municipi de Vilanova de Sau (Osona) inclòs en l'Inventari del Patrimoni Arquitectònic Català.

## Descripció
És una masia de planta quadrada coberta a dues vessants, amb el carener perpendicular a la façana, situada a migdia. Consta de planta baixa i pis. Aquesta part està molt reformada i presenta un gros portal amb llinda de fusta i una finestra i uns porxos a nivell de primer pis que s'abriguen sota la vessant esquerra del teulat. A ponent s'hi obren cinc petites finestretes i un canal de pedra que constitueix l'antic desaigua. A llevant s'obren diverses finestres. A la part de tramuntana, menys reformada, hi ha un portal amb llinda de pedra i quatre finestres de mida diversa i distribuïdes irregularment. És construïda amb pedra del país i arrebossada al damunt, les obertures són de gres blanquinós i els escaires de gresos vermells.

## Història
Mas situat dins la demarcació de l'antiga parròquia de Vilanova de Sau i dins el terme civil de Sau. Als fogatges d'aquesta parròquia s'observa un creixement notable al llarg dels segles XVIII i xix. Si al segle xvi comptava amb 11 masos, al segle xviii ascendeix a 82 i a finals del XIX arribà als 101.
El Masnou es degué construir en aquesta època d'esplendor demogràfic, ja que no es troba registrat al segle xvi. D'altra banda una de les llindes fa referència al segle xviii.